# Острів (фільм, 2005)
«О́стрів» (англ. The Island) — американський фантастичний бойовик 2005 року, знятий режисером Майклом Беєм. Головні ролі виконали Юен Мак-Грегор та Скарлетт Йоганссон.

## Сюжет
2019 рік. Лінкольн Шість-Ехо — житель на вигляд утопічного, але такого, що охороняється поселення середини XXI століття. Як і всі мешканці цього, ретельно контрольованого простору, Лінкольн сподівається опинитися серед тих, кого відправлять на «Острів» — нібито останнє незабруднене місце на планеті. Але дуже скоро Лінкольн виявляє, що абсолютно все, що стосується його існування, — брехня. І він, і вся решта жителів поселення — ніхто інші, як клони, чиє єдине призначення — забезпечувати своїх людей-двійників «запасними частинами». Розуміючи, що рано чи пізно наступить і його черга, Лінкольн разом з подругою по нещастю Джордан Два-Дельта вирішують тікати. Переслідувані організацією, яка раніше давала їм притулок, Лінкольн і Джордан рятуються втечею заради збереження власних життів, щоб в буквальному розумінні зустрітися зі своїми творцями.

## В ролях
- Юен Мак-Грегор — Лінкольн-Шість-Ехо / Том Лінкольн
- Скарлетт Йоганссон — Джордан-Два-Дельта / Сара Джордан
- Джимон Гонсу — Альберт Лоурент
- Шон Бін — Меррік
- Майкл Кларк Дункан — Старк Веззер
- Стів Бушемі — Маккорд
- Кім Коутс — Чарльз Вітман
- Ітан Філіпс — Джонс Три-Ехо
- Ерік Стоунстріт — водій вантажівки
- Кріс Елліс — бармен

## Український дубляж
Українською мовою фільм дубльовано творчим об'єднанням «Дія» за сприянням студії «AdiozProduction Studio» на замовлення телекомпанії «Новий канал» у 2009 році.
- Перекладач: Андрій Безребрий
- Режисер дубляжу: Георгій Гавриленко
- Звукорежисер: Дмитро Мялковський
- Інженер звукозапису: Дмитро Красюк
- Ролі дублювали: Анатолій Пашнін, Георгій Гавриленко, Євген Пашин, Олег Лепенець, Андрій Самінін, Михайло Жонін, Володимир Терещук, Максим Кондратюк, Павло Скороходько, Олена Узлюк, Ольга Радчук, Наталя Романько, Юлія Перенчук

## Виробництво

### Зйомки
Основні зйомки острова розпочалася 24 жовтня 2004 року. Зруйновані будівлі, в яких спали Джордан і Лінкольн, знаходяться в Ріоліті, штат Невада. Частини міста були зняті в Детройті, штат Мічиган. Інші частини фільму були зняті в долині Коачелла, штат Каліфорнія.

## Нагороди та номінації
- 2006 — номінація на премію «Сатурн» — Найкращий науково-фантастичний фільм
- 2006 — номінація на премію «Golden Reel» — Найкращі звукові ефекти

## Факти про фільм
- У фільмі як інтерфейс управління комп'ютером використовуються сенсорні столи-екрани. У 2007 році фірма Microsoft анонсувала видання подібних столів[7][8].
- Касові збори в США — 35,8 млн дол., в інших країнах — 127,1 млн дол., загальні — 162,9 млн дол.
- Два фрагменти з фільму з точністю до кадрів збігаються з фрагментами пізнішого фільму Майкла Бея — Трансформери: Темний бік Місяця.